# Strîjavka, Stavîșce
Strîjavka (în ucraineană Стрижавка) este localitatea de reședință a comunei Strîjavka din raionul Stavîșce, regiunea Kiev, Ucraina.

## Demografie
Componența lingvistică a localității Strîjavka
     Ucraineană (98,66%)
     Rusă (1,34%)
Conform recensământului din 2001, majoritatea populației localității Strîjavka era vorbitoare de ucraineană (98,66%), existând în minoritate și vorbitori de rusă (1,34%).